# Piazza Ospitale
La piazza Ospitale, localmente nota più spesso come piazza San Francesco, è una piazza del centro storico della città italiana di Lodi.

## Caratteristiche
Nel medioevo era denominata piazza dei Sacchi, dal nome di una nobile famiglia del tempo, ed era cinta da portici. Per la sua vicinanza a un antico porto sul fiume Adda, vi si teneva un mercato.
A fine Duecento vi sorse la maestosa chiesa di San Francesco, e nel Quattrocento l'ospedale di Santo Spirito (oggi parte del complesso dell'ospedale vecchio).
Nel 1792 la piazza fu ristretta sul lato orientale per la costruzione della nuova facciata dell'ospedale; in compenso, un secolo dopo venne abbattuta la casa Zumalli che sorgeva sul lato occidentale, sostituita da uno spazio verde al cui centro si erge il monumento a Paolo Gorini, opera di Primo Giudici terminata nel 1899.